# Yekaterina Lisina
Yekaterina Lisina (15 de outubro de 1987) é uma basquetebolista profissional russa.

## Carreira
Yekaterina Lisina integrou a Seleção Russa de Basquetebol Feminino, em Pequim 2008, que conquistou a medalha de bronze.